# Kabaka
Kabaka è il titolo del re di Buganda, uno dei regni tradizionali dell'Uganda.
Il titolo di kabaka era stato abolito nel 1967 dal presidente Milton Obote ed è stato reistituito nel 1993 dal presidente Yoweri Museveni, da allora è in carica il 36esimo kabaka Muwenda Mutebi II, uno dei figli di Mutesa II.
Il tradizionale luogo di sepoltura dei kabaka sono le tombe di Kasubi.

## Storia
Tra la fine del XVIII e il XIX secolo il potere del kabaka si rafforzò sempre di più. Questo avvenne quando fu costituita una numerosa e ben armata guardia personale, fino a quel momento il potere del kabaka era infatti basato sulla fedeltà dei diversi capitribù locali (chiamati Bakungu). Per porre termine alle lotte di successione il 27esimo kabaka, Semakokiro che regnò dal 1797 al 1814, introdusse la pratica di far uccidere tutti i suoi fratelli per eliminare le possibili cospirazioni.
Il kabaka viveva in palazzi e aveva fino a 300 mogli provenienti dai diversi clan, della corte del kabaka facevano parte spesso la regina vedova, il primo ministro chiamato katikiro, il comandante della guardia e il responsabile delle esecuzioni. Quest'ultimo era particolarmente importante perché la condanna a morte era un metodo diffuso di punizione. Le infrazioni al protocollo reale erano normalmente punite con la morte, spesso dando in pasto la vittima ai coccodrilli.
Il regno di Buganda è tradizionalmente rappresentato da due sovrani: a fianco al kabaka, anche chiamato Sabataka, capo di tutti i clan, vi è un re soprannaturale. Quest'ultimo è incarnato in un gruppo di tamburi reali, in origine circa 200, chiamati Mujaguzo, questi garantiscono che anche durante i periodi di successione del kabaka umano, ci sia sempre un sovrano. Come il sovrano umano anche il re incarnato dai tamburi Mujaguzo aveva in passato un palazzo, funzionari, servitori e guardie.

## Successione
Il Buganda non ha un concetto equivalente al principe ereditario. Durante il periodo di regno, un consiglio speciale ha il compito di studiare il comportamento e le caratteristiche dei giovani principi, chiamati anche principi del tamburo. Il re regnante, informato dalla raccomandazione del consiglio speciale, sceglie uno dei principi come suo successore. Nel corso di una cerimonia segreta, il capo del consiglio consegna al principe selezionato uno speciale pezzo di tela di corteccia. Il nome del futuro kabaka viene tenuto segreto dal consiglio speciale fino alla morte del sovrano in carica. Nel momento in cui tutti i principi e le principesse sono chiamati a rendere onore alle spoglie del re, il principe prescelto depone lo speciale pezzo di stoffa di corteccia sul corpo del defunto, rivelandosi come il successore al trono. In passato questo metodo di successione garantiva l'equivalenza tra i clan, il principe prescelto poteva infatti provenire da uno qualsiasi dei clan che compongono il regno.
In passato il consiglio speciale era chiamato lukiiko, nome con cui dal 1900 è chiamato il parlamento del Buganda.
Il pretendente umano al trono deve completare dei riti speciali sui tamburi reali per diventare re del regno di Buganda. I tamburi reali vengono utilizzati anche per annunciare ufficialmente la nascita di un nuovo membro della famiglia reale e la morte del re in carica.

## Elenco dei kabaka
1. Kato Kintu, inizio XIV secolo
2. Chwa I, tardo XIV secolo
3. Kimera, ca. 1374 – ca. 1404
4. Ttembo, ca. 1404 – ca. 1434
5. Kiggala, ca. 1434 – ca. 1464 e di nuovo ca. 1484 – ca. 1494
6. Kiyimba, ca. 1444 – ca. 1484
7. Kayima, ca. 1494 – ca. 1524
8. Nakibinge, ca. 1524 – ca. 1554 
breve interregno, ca. 1554 – ca. 1555
9. Mulondo, ca. 1555 – ca. 1564
10. Jemba, ca. 1564 – ca. 1584
11. Suuna I, circa dal 1584 al 1614
12. Sekamaanya, circa dal 1614 al 1634
13. Kimbugwe, circa dal 1634 al 1644
14. Kateregga, circa dal 1644 al 1674
15. Mutebi I, circa dal 1674 al 1680
16. Juuko, circa dal 1680 al 1690
17. Kayemba, dal 1690 circa, al 1704
18. Tebandeke, circa dal 1704 al 1724
19. Ndawula, circa dal 1724 al 1734
20. Kagulu, circa dal 1734 al 1736
21. Kikulwe, circa dal 1736 al 1738
22. Mawanda, circa dal 1738 al 1740
23. Ndugwa I, circa dal 1740 al 1741
24. Namuggala, circa dal 1741 al 1750
25. Kyabaggu, circa dal 1750 al 1780
26. Jjunju, circa dal 1780 al 1797
27. Semakookiro, dal 1797 circa al 1814
28. Kamaanya, 1814–1832
29. Suuna II, 1832–1856
30. Muteesa I, 1856–1884
31. Mwanga II, 1884–1888 e 1889–1897
32. Kiweewa, 1888
33. Kalema, 1888–1889
34. Daudi Chwa II, 1897–1939
35. Mutesa II, 1939–1967 (abolizione) o 1969 (decesso) 
Secondo interregno; la monarchia venne abolita dalla costituzione del 1967[8]
36. Muwenda Mutebi II, dal 1993